# Consejo Militar para la Justicia y la Democracia
El Consejo Militar para la Justicia y la Democracia (Arabé: المجلس العسكري للعدالة والديمقراطية; Francés: Le Conseil militaire pour la Justice et la Démocratie) fue el supremo órgano político de poder de Mauritania tras el golpe de Estado del 3 de agosto de 2005 y estaba encabezado por Ely Ould Mohamed Vall quien se autoproclamó Presidente de la República y asumió el poder ejecutivo y el legislativo en su totalidad el 10 de agosto del mismo año. Las funciones de este órgano no han quedado precisadas tras las elecciones presidenciales de Mauritania en 2007, aunque se disolvió de facto.

## Integrantes
|  | Name                               | Term of office | Term of office | Political party                            |
|  | ---------------------------------- | -------------- | -------------- | ------------------------------------------ |
|  | Ely Ould Mohamed Vall              | 2005           | 2007           | Military Council for Justice and Democracy |
|  | Mohamed Ould Abdel Aziz            | 2005           | 2007           | Military Council for Justice and Democracy |
|  | Mohamed Ould Ghazouani             | 2005           | 2007           | Military Council for Justice and Democracy |
|  | Abderrahmane Ould Boubacar         | 2005           | 2007           | Military Council for Justice and Democracy |
|  | Ahmed Ould Bekrine                 | 2005           | 2007           | Military Council for Justice and Democracy |
|  | Sogho Alassane                     | 2005           | 2007           | Military Council for Justice and Democracy |
|  | Ghoulam Ould Mohamed               | 2005           | 2007           | Military Council for Justice and Democracy |
|  | Sidi Mohamed Ould Cheikh El Alem   | 2005           | 2007           | Military Council for Justice and Democracy |
|  | Negri Felix                        | 2005           | 2007           | Military Council for Justice and Democracy |
|  | Mohamed Ould Meguett               | 2005           | 2007           | Military Council for Justice and Democracy |
|  | Mohamed Ould Mohamed Znagui        | 2005           | 2007           | Military Council for Justice and Democracy |
|  | Kane Hamedine                      | 2005           | 2007           | Military Council for Justice and Democracy |
|  | Mohamed Ould Abdi                  | 2005           | 2007           | Military Council for Justice and Democracy |
|  | Ahmed Ould Ameine                  | 2005           | 2007           | Military Council for Justice and Democracy |
|  | Taleb Moustapha Ould Cheikh        | 2005           | 2007           | Military Council for Justice and Democracy |
|  | Mohamed Cheikh Ould Mohamed Lemine | 2005           | 2007           | Military Council for Justice and Democracy |
|  | Isselkou Ould Cheikh El Wely.      | 2005           | 2007           | Military Council for Justice and Democracy |

- Presidente interino, Coronel Ely Ould Mohamed Vall.
- Col. Abderrahmane Ould Boubacar
- Col. Mohamed Uld Abdelaziz
- Col. Mohamed Ould Cheikh Mohamed Ahmed
- Col. Ahmed Ould Bekrine
- Col. Sogho Alassane
- Dr.-Col. Ghoulam Ould Mohamed
- Col. Sidi Mohamed Ould Cheikh El Alem
- Col. Negri Felix
- Col. Mohamed Ould Meguett
- Col. Mohamed Ould Mohamed Znagui
- Dr.-Col. Kane Hamedine
- Col. Mohamed Ould Abdi
- Col. Ahmed Ould Ameine
- Col. Taleb Moustapha Ould Cheikh
- Col. Mohamed Cheikh Ould Mohamed Lemine
- Capitán de navío. Isselkou Ould Cheikh El Wely

- Datos: Q1424498